# Seven Mile
Seven Mile és una població dels Estats Units a l'estat d'Ohio. Segons el cens del 2000 tenia 678 habitants.

## Demografia
Segons el cens del 2000, Seven Mile tenia 678 habitants, 254 habitatges, i 197 famílies. La densitat de població era de 344,4 habitants/km².
Dels 254 habitatges en un 36,2% hi vivien nens de menys de 18 anys, en un 63,8% hi vivien parelles casades, en un 10,6% dones solteres, i en un 22,4% no eren unitats familiars. En el 18,5% dels habitatges hi vivien persones soles el 7,9% de les quals corresponia a persones de 65 anys o més que vivien soles. El nombre mitjà de persones vivint en cada habitatge era de 2,65 i el nombre mitjà de persones que vivien en cada família era de 3,04.
Per edats la població es repartia de la següent manera: un 27,5% tenia menys de 18 anys, un 6,8% entre 18 i 24, un 29,1% entre 25 i 44, un 21,8% de 45 a 60 i un 15,8% 65 anys o més.
L'edat mediana era de 38 anys. Per cada 100 dones de 18 o més anys hi havia 88,6 homes.
La renda mediana per habitatge era de 41.705 $ i la renda mediana per família de 49.000 $. Els homes tenien una renda mediana de 37.917 $ mentre que les dones 21.806 $. La renda per capita de la població era de 18.092 $. Aproximadament el 4,5% de les famílies i el 4,1% de la població estaven per davall del llindar de pobresa.

## Poblacions més properes
El següent diagrama mostra les poblacions més properes.